# Jean-Joseph Rodolphe
Jean-Joseph Rodolphe (Estrasburg, Alsàcia, 14 d'octubre de 1730 - París, Illa de França, 12 d'agost de 1812) fou un compositor francès.
Estudià la trompa i el violí a París sota la direcció de Leclair, i tocà en es orquestres de Bordeus, Montpeller, Parma (on fou deixeble de Traetta) i de Stuttgart, sota la direcció de Jommelli (1761-66).
Tornà a París, on va romandre com a primer trompa de l'orquestra de l'Òpera. Quan es fundà l'Escola Reial de Cant el 1784, fou nomenat professor d'harmonia; per culpa de la Revolució va perdre la plaça, però tornà el 1759 al Conservatori com a professor de solfeig. Entre els seus alumnes s'hi contà el discutit Ludwig W Lachnith (1746-1820).
Va escriure diverses òperes, concerts de trompa, duos per a violí, estudis de solfeig i Théorie d'accompagnement et de composition (1799).